# Dendrobium vernicosum
Dendrobium vernicosum är en orkidéart som beskrevs av Rudolf Schlechter. Dendrobium vernicosum ingår i släktet Dendrobium, och familjen orkidéer. Inga underarter finns listade i Catalogue of Life.